# LRT televizija
LRT televizija is de eerste nationale zender van Litouwen en deel van de LRT. De uitzendingen worden verzorgd vanuit de hoofdvestiging in Vilnius.

## Geschiedenis
De eerste uitzending vond plaats op 30 december 1957 in Vilnius. Het was gelijk ook de eerste televisie-uitzending in de geschiedenis van Litouwen. Vanaf 1975 kon er op de televisie ook in kleur worden uitgezonden. Sinds 2014 bestaat er een hogedefinitieversie van het kanaal genaamd LRT HD.
Het Litouwse parlement Seimas bepaalde in 2013 dat er vanaf 1 januari 2015 geen reclame meer mag worden uitgezonden op de zender.

## Programmering
De Litouwse staat en de omroep LRT hebben de programmering ingedeeld op hoeveel procent er van elk soort programma mag worden uitgezonden.
| Soort programma               | %   |
| ----------------------------- | --- |
| Films/tv-series/documentaires | 29  |
| Informerend                   | 26  |
| Publiek en journalistiek      | 11  |
| Amusement                     | 11  |
| Educatief                     | 10  |
| Cultuur                       | 7   |
| Sport                         | 3   |
| Geloof en etniciteit          | < 3 |